# 劉孔當
劉孔當（？—1605年），字任之，號喜聞，江西吉安府安福縣人，明朝政治人物。

## 生平
萬曆十三年（1585年）乙酉科江西鄉試第二十八名。萬曆二十年（1592年），登壬辰科第二甲第二名進士。吏部觀政，选庶吉士，养病。二十四年授翰林院编修。二十五年教习内書堂，二十六年充會試同考官。二十九年请告归乡，三十二年補原职，三十三年卒。

## 著作
著有《刘孔当喜闻集》。

## 家族
曾祖劉忠（劉惠），生员；祖父劉東（劉表）；父劉公選，生员。